# Maevia intermedia
Maevia intermedia là một loài nhện trong họ Salticidae.
Loài này thuộc chi Maevia. Maevia intermedia được R. W. Barnes miêu tả năm 1955.